# Thorey-sur-Ouche
Pour les articles homonymes, voir Thorey (homonymie).
Thorey-sur-Ouche est une commune française située dans département de la Côte-d'Or, en région Bourgogne-Franche-Comté.

## Géographie
Thorey-sur-Ouche est situé à vol d'oiseau à 18 km au nord-ouest de Beaune, 36 km au nord-est d'Autun, 16 km à l'est d'Arnay-le-Duc, 15 km au sud-est de Pouilly-en-Auxois et 33 km au sud-ouest de Dijon.
Elle se trouve dans l'aire d'attraction de Dijon, et dans la zone d'emploi ainsi que dans le bassin de vie de Beaune.

### Communes limitrophes
Les communes limitrophes sont Colombier, Bligny-sur-Ouche, Aubaine, Chaudenay-la-Ville, Crugey et Painblanc.

### Géologie et relief
La superficie de la commune est de 12,03 km2 ; son altitude varie de 323  à   551 mètres.

### Hydrographie

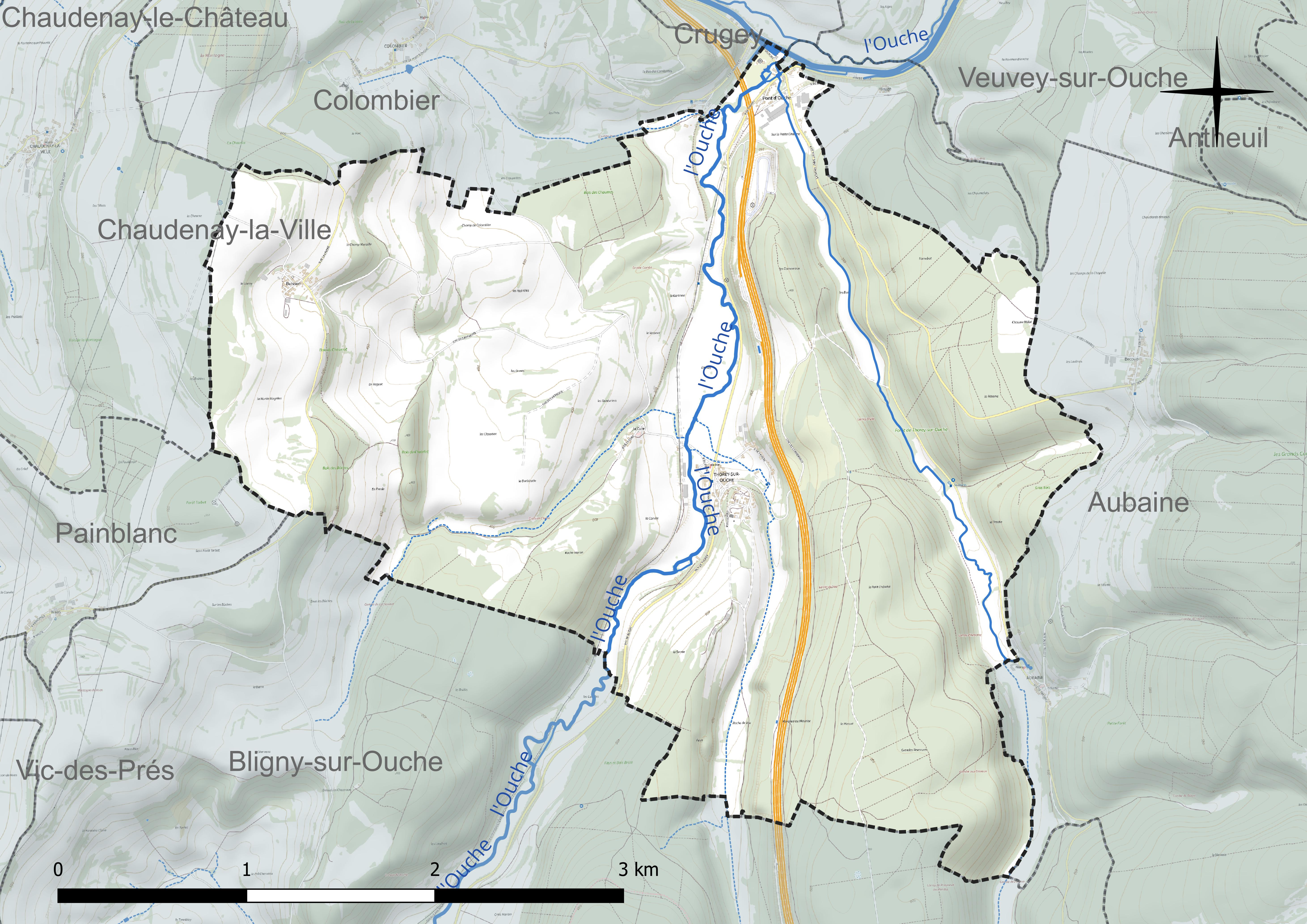
Carte hydrographique de la commune.

L’Ouche traverse la localité du sud vers le nord.
Le Canal de Bourgogne constitue la limite nord du territoire communal, et est franchi par l'Ouche par un pont-canal.

### Climat
Pour des articles plus généraux, voir Climat de la Bourgogne-Franche-Comté et Climat de la Côte-d'Or.
En 2010, le climat de la commune est de type climat océanique dégradé des plaines du Centre et du Nord, selon une étude du Centre national de la recherche scientifique s'appuyant sur une série de données couvrant la période 1971-2000. En 2020, Météo-France publie une typologie des climats de la France métropolitaine dans laquelle la commune est exposée à un climat océanique altéré et est dans la région climatique Bourgogne, vallée de la Saône, caractérisée par un bon ensoleillement (1 900 h/an), un été chaud (18,5 °C), un air sec au printemps et en été et des vents faibles.
Pour la période 1971-2000, la température annuelle moyenne est de 10,1 °C, avec une amplitude thermique annuelle de 16,8 °C. Le cumul annuel moyen de précipitations est de 917 mm, avec 12,7 jours de précipitations en janvier et 7,7 jours en juillet. Pour la période 1991-2020, la température moyenne annuelle observée sur la station météorologique de Météo-France la plus proche, « Bessey », sur la commune de Bessey-en-Chaume à 8 km à vol d'oiseau, est de 10,2 °C et le cumul annuel moyen de précipitations est de 831,9 mm,. Pour l'avenir, les paramètres climatiques de la commune estimés pour 2050 selon différents scénarios d'émission de gaz à effet de serre sont consultables sur un site dédié publié par Météo-France en novembre 2022.

## Urbanisme

### Typologie
Au 1er janvier 2024, Thorey-sur-Ouche est catégorisée commune rurale à habitat très dispersé, selon la nouvelle grille communale de densité à 7 niveaux définie par l'Insee en 2022.
Elle est située hors unité urbaine. Par ailleurs la commune fait partie de l'aire d'attraction de Dijon, dont elle est une commune de la couronne,. Cette aire, qui regroupe 333 communes, est catégorisée dans les aires de 200 000 à moins de 700 000 habitants,.

### Occupation des sols

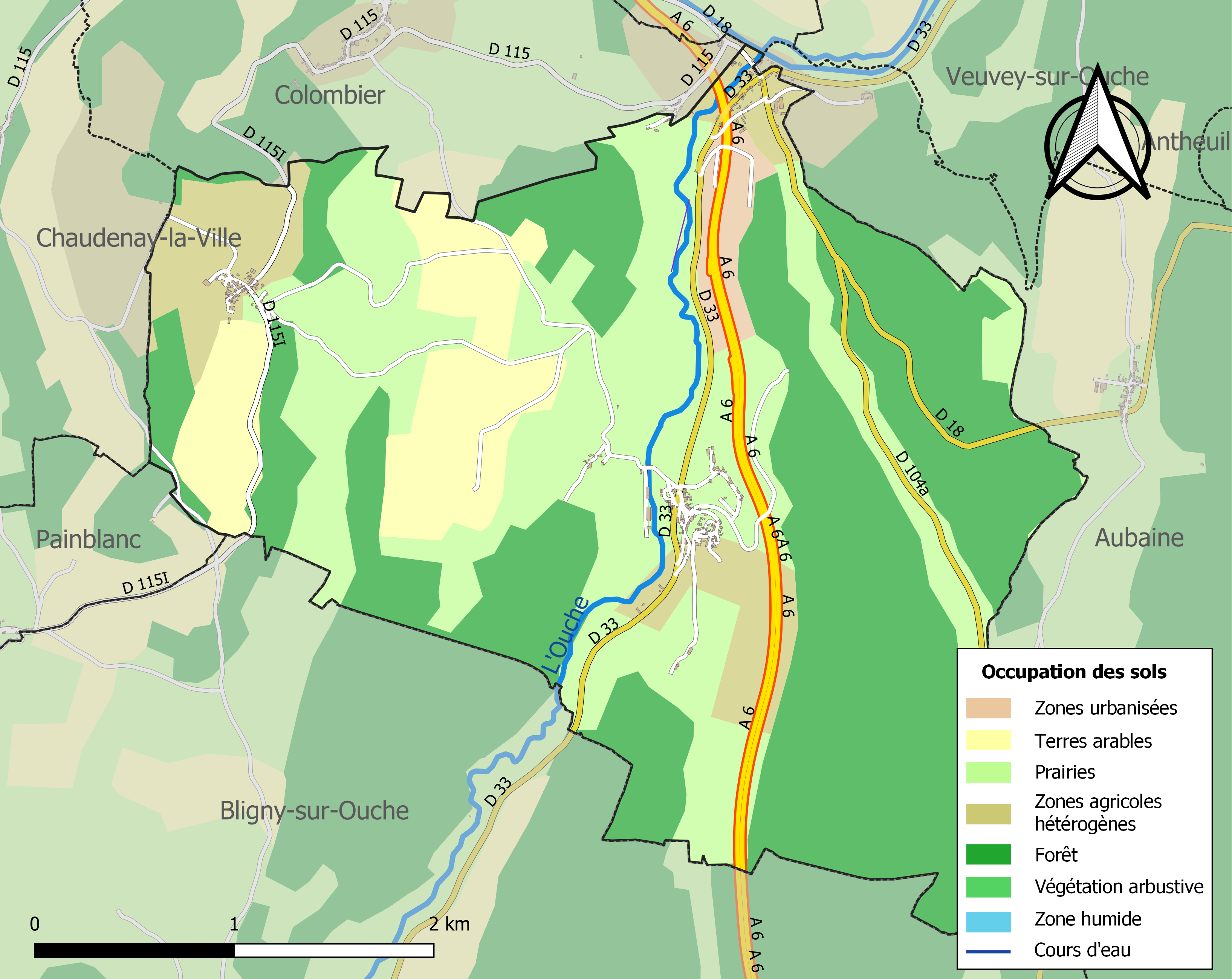
Carte des infrastructures et de l'occupation des sols de la commune en 2018 (CLC).

L'occupation des sols de la commune, telle qu'elle ressort de la base de données européenne d’occupation biophysique des sols Corine Land Cover (CLC), est marquée par l'importance des territoires agricoles (53,7 % en 2018), une proportion sensiblement équivalente à celle de 1990 (54,2 %). La répartition détaillée en 2018 est la suivante : 
forêts (44 %), prairies (34,5 %), terres arables (10,2 %), zones agricoles hétérogènes (9 %), zones industrielles ou commerciales et réseaux de communication (2,3 %). L'évolution de l’occupation des sols de la commune et de ses infrastructures peut être observée sur les différentes représentations cartographiques du territoire : la carte de Cassini (XVIIIe siècle), la carte d'état-major (1820-1866) et les cartes ou photos aériennes de l'IGN pour la période actuelle (1950 à aujourd'hui).

### Lieux-dits, hameaux et écarts
Le territoire de la commune comprend le hameau de Buisson et s'étend jusqu'au hameau de Pont-d’Ouche qu'il inclut en partie.

### Habitat et logement
En 2020, le nombre total de logements dans la commune était de 121, alors qu'il était de 116 en 2015 et de 113 en 2010.
Parmi ces logements, 62,6 % étaient des résidences principales, 19,6 % des résidences secondaires et 17,9 % des logements vacants. Ces logements étaient pour 95,9 % d'entre eux des maisons individuelles et pour 4,1 % des appartements.
Le tableau ci-dessous présente la typologie des logements à Thorey-sur-Ouche en 2020 en comparaison avec celle de la Côte-d'Or et de la France entière. Une caractéristique marquante du parc de logements est ainsi une proportion de résidences secondaires et logements occasionnels (19,6 %) supérieure à celle du département (5,6 %) et à celle de la France entière (9,7 %).
| Typologie                                               | Thorey-sur-Ouche | Côte-d'Or | France entière |
| ------------------------------------------------------- | ---------------- | --------- | -------------- |
| Résidences principales (en %)                           | 62,6             | 85,9      | 82,1           |
| Résidences secondaires et logements occasionnels (en %) | 19,6             | 5,6       | 9,7            |
| Logements vacants (en %)                                | 17,9             | 8,5       | 8,2            |

### Voies de communication et transports
La commune est traversée par l'autoroute A6 et son viaduc en courbe construit de 1968 à 1970, et est desservie du nord au sud par la RD 33.

## Toponymie
Thorey : Du nom d'homme latin Taurius, issu du mot latin taurus (« taureau »), avec le suffixe possessif –acum.

## Politique et administration

### Rattachements administratifs et électoraux

#### Rattachements administratifs
La commune se trouve dans l'arrondissement de Beaune du département de la Côte-d'Or.
Elle faisait partie depuis 1801 du canton de Bligny-sur-Ouche. Dans le cadre du redécoupage cantonal de 2014 en France, cette circonscription administrative territoriale a disparu, et le canton n'est plus qu'une circonscription électorale.

#### Rattachements électoraux
Pour les élections départementales, la commune fait partie depuis 2014 du canton d'Arnay-le-Duc.
Pour l'élection des députés, elle fait partie de la cinquième circonscription de la Côte-d'Or.

### Intercommunalité
Thorey-sur-Ouche était membre de la communauté de communes du canton de Bligny-sur-Ouche, un établissement public de coopération intercommunale (EPCI) à fiscalité propre créé en 1999 et auquel la commune avait transféré un certain nombre de ses compétences, dans les conditions déterminées par le code général des collectivités territoriales.
Dans le cadre des dispositions de la loi portant nouvelle organisation territoriale de la République du 7 août 2015, qui prévoit que les établissements publics de coopération intercommunale (EPCI) à fiscalité propre doivent avoir un minimum de 15 000 habitants, cette intercommunalité a fusionné avec sa voisine pour former, le 1er janvier 2017, la communauté de communes de Pouilly-en-Auxois - Bligny-sur-Ouche, dont est désormais membre la commune.

### Liste des maires
| Période                                  | Période                        | Identité                | Étiquette | Qualité |
| ---------------------------------------- | ------------------------------ | ----------------------- | --------- | --- |
| Les données manquantes sont à compléter. |                                |                         |           | |
|                                          |                                |                         |           | |
| mai 1888                                 | juin 1903                      | Émile Thugnot           |           | |
| juin 1903                                | mai 1904                       | M. Claude Mignon        |           | |
| mai 1904                                 | novembre 1924                  | Claude Mignon           |           | |
| novembre 1924                            | février 1933                   | Émile Lacaille          |           | |
| février 1933                             | mai 1945                       | Georges Milliard        |           | |
| mai 1945                                 | mars 1959                      | Auguste Bouhey          |           | |
| mars 1959                                | mars 1965                      | Marcel Guenot           |           | |
| mars 1965                                | mars 1971                      | Philippe moyeux         |           | |
| mars 1971                                | mars 1977                      | Georges Castille        |           | |
| mars 1977                                | mars 1983                      | Henri Lallemand         |           | |
| mars 1983                                | mars 2014                      | Jean Gazeaux            |           | Président du syndicat des eaux de Thorey-sur-Ouche (1983 → 2020) Vice-président de la CC du canton de Bligny-sur-Ouche (1994 → 2014) |
| mars 2014                                | mai 2020                       | Jean Flour              |           | |
| mai 2020                                 | avril 2023                     | Danielle Ducret-Lamalle |           | Cadre de la fonction publique |
| avril 2023                               | En cours (au 30 novembre 2023) | Fabien Mignotte         |           | Agriculteur |

## Démographie
L'évolution du nombre d'habitants est connue à travers les recensements de la population effectués dans la commune depuis 1793. Pour les communes de moins de 10 000 habitants, une enquête de recensement portant sur toute la population est réalisée tous les cinq ans, les populations de référence des années intermédiaires étant quant à elles estimées par interpolation ou extrapolation. Pour la commune, le premier recensement exhaustif entrant dans le cadre du nouveau dispositif a été réalisé en 2008.

En 2022, la commune comptait 141 habitants, en évolution de −5,37 % par rapport à 2016 (Côte-d'Or : +0,82 %, France hors Mayotte : +2,11 %).
| 1793 | 1800 | 1806 | 1821 | 1836 | 1841 | 1846 | 1851 | 1856 |
| ---- | ---- | ---- | ---- | ---- | ---- | ---- | ---- | ---- |
| 275  | 272  | 312  | 335  | 387  | 419  | 463  | 500  | 500  |

| 1861 | 1866 | 1872 | 1876 | 1881 | 1886 | 1891 | 1896 | 1901 |
| ---- | ---- | ---- | ---- | ---- | ---- | ---- | ---- | ---- |
| 502  | 471  | 470  | 505  | 421  | 402  | 395  | 375  | 350  |

| 1906 | 1911 | 1921 | 1926 | 1931 | 1936 | 1946 | 1954 | 1962 |
| ---- | ---- | ---- | ---- | ---- | ---- | ---- | ---- | ---- |
| 339  | 335  | 278  | 266  | 258  | 218  | 213  | 219  | 193  |

| 1968 | 1975 | 1982 | 1990 | 1999 | 2006 | 2008 | 2013 | 2018 |
| ---- | ---- | ---- | ---- | ---- | ---- | ---- | ---- | ---- |
| 166  | 132  | 129  | 121  | 116  | 143  | 151  | 159  | 138  |

| 2022 | - | - | - | - | - | - | - | - |
| ---- | - | - | - | - | - | - | - | - |
| 141  | - | - | - | - | - | - | - | - |

## Culture locale et patrimoine

### Lieux et monuments
On peut signaler :
- Un château ; si ce dernier date du XIXe siècle et appartient actuellement à la famille Villeroy de Galhau, il est construit sur l'emplacement d'un château plus ancien (propriété de Philippe Pot au XVe siècle) dont subsistent deux tourelles défensives du XVe siècle remaniées au XIXe siècle (l'une à l'est et l'autre à l'ouest du château actuel), un pigeonnier du XVIe siècle, et les soubassements d'un bâtiment fort en contrebas sous l'actuel château à l'ouest (Bien visible depuis la route). Philippe Pot (1428 - 1493), était seigneur de La Roche-Nolay, (aujourd'hui La Roche) et de Thorey-sur-Ouche, diplomate, chevalier de la Toison d’or, grand sénéchal de Bourgogne.
- Une chapelle, que l'on appelle église et dont l'intérieur a été aménagé au XVIIIe siècle.
- Un pont du XIXe siècle sur l'Ouche entre le village et la Cure.
- Une croix médiévale située dans le cimetière actuel.
- Le hameau de Pont-d'Ouche possède par ailleurs un port sur le canal de Bourgogne[20] et un pont-canal à trois arches, qui fait passer le canal au-dessus de l’Ouche[21].
- La ligne de chemin de fer touristique de la Vallée de l’Ouche (CFVO), qui reprend l'emprise de l'ancien chemin de fer d’Épinac, passe à l’ouest de l’Ouche[22].

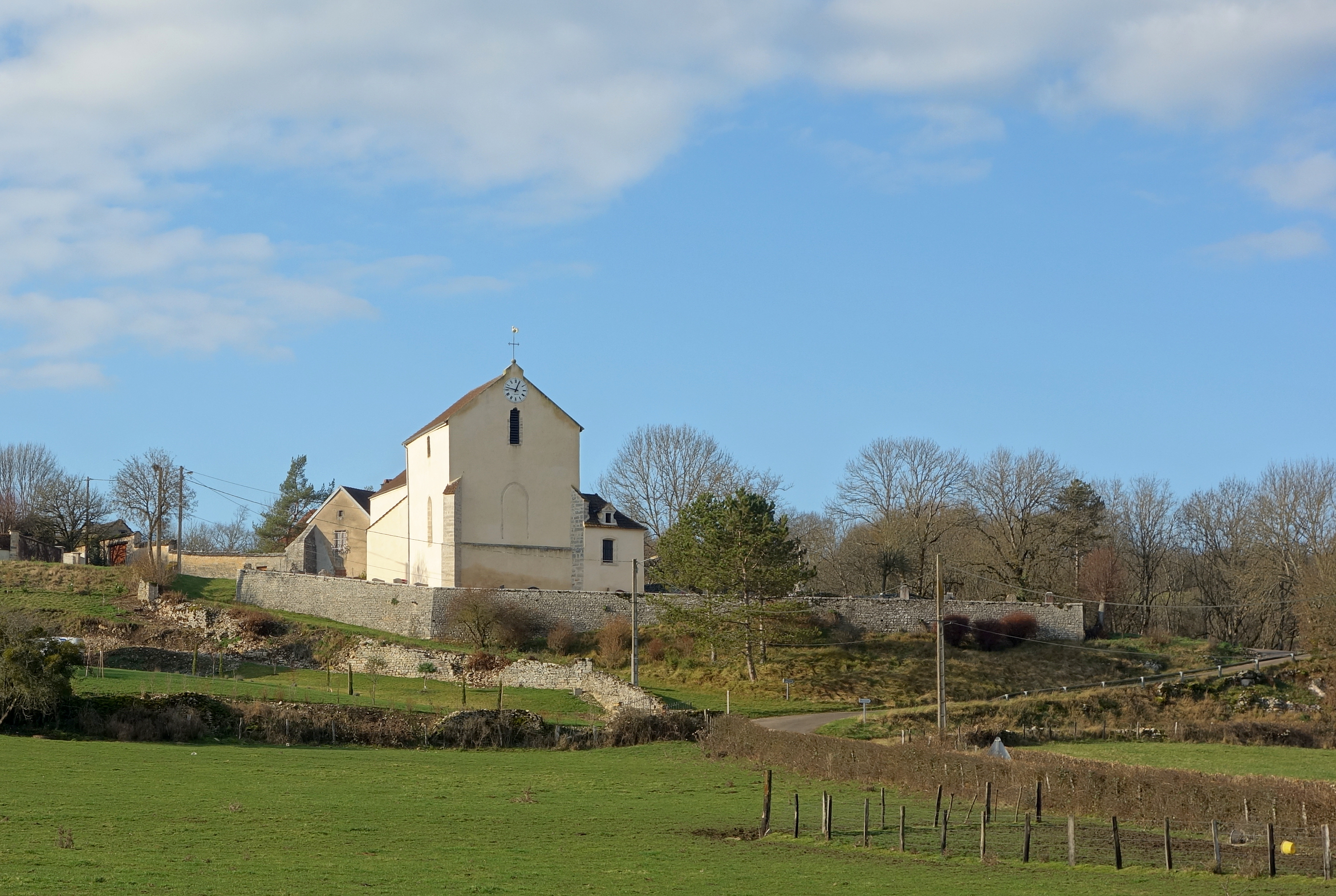
L'église
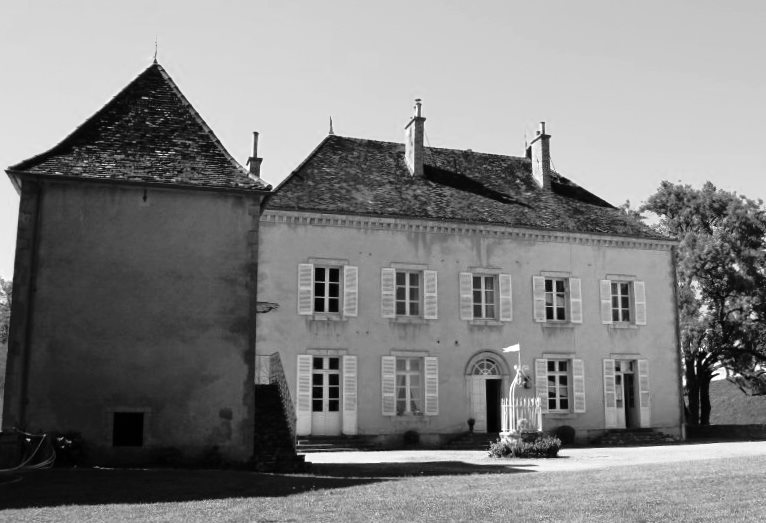
Le château
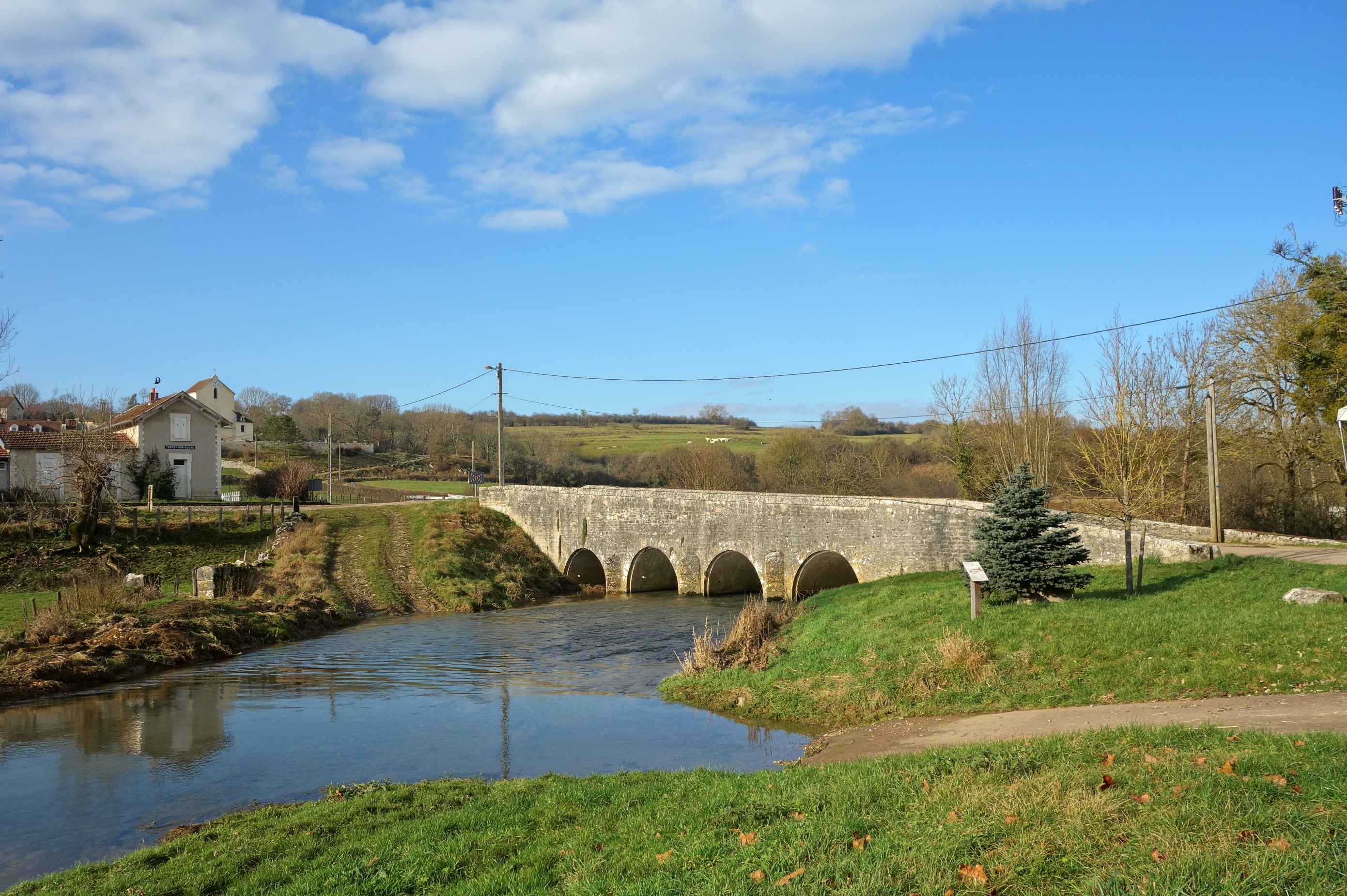
Le pont
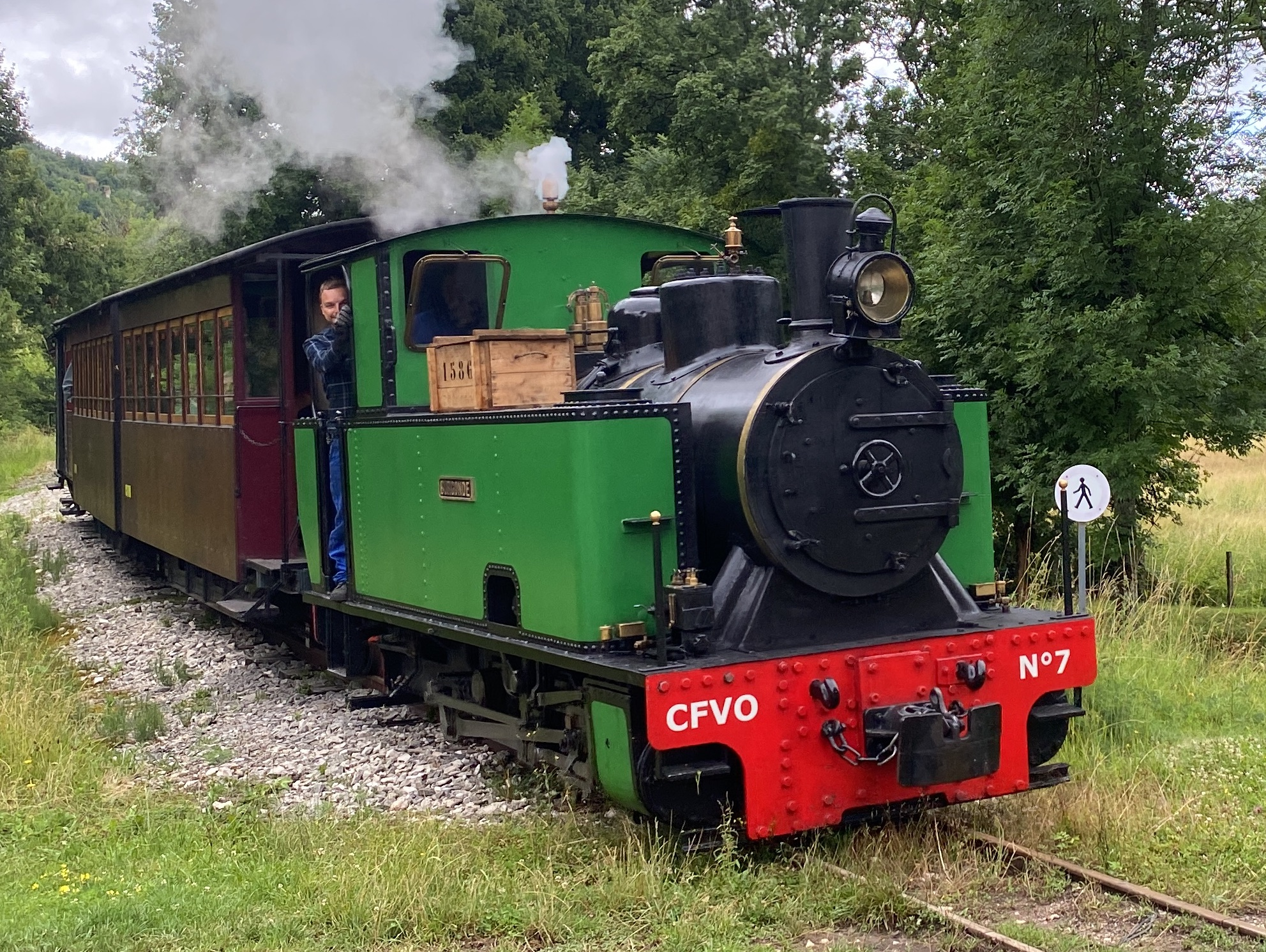
Le chemin de fer de la vallée de l'Ouche.

### Personnalités liées à la commune
- Philippe Pot (1428 - 1493), diplomate, chevalier de la Toison d’or et grand sénéchal de Bourgogne, seigneur du lieu.

## Pour approfondir